# Hakim Adi
Hakim Adi és un historiador afrobritànic especialitzat en el continent africà. Ha escrit àmpliament sobre panafricanisme i la història política moderna d'Àfrica i la seva diàspora. Adi defensa que el currículum educatiu inclogui la història d'Àfrica i la seva diàspora.

## Trajectòria
L'any 1976 va començar a estudiar a l'Escola d'Estudis Orientals i Africans (SOAS) de la Universitat de Londres, on es va llicenciar i, el 1994, es va doctorar en història africana.
Va ser membre fundador l'any 1991 de la Black and Asian Studies Association (BASA), que va presidir durant diversos anys. També dirigeix el grup History Matters, una col·lectiu d'acadèmics preocupat per la poca representació d'estudiantat i professorat d'herència africana i caribenya dins de la disciplina d'Història.
Adi va aparèixer (al costat de Maulana Karenga, Muhammed Shareef, Francis Cress Welsin, Kimani Nehusi, Paul Robeson Jr. i Nelson George ) al documental multipremiat 500 Years Later (2005), escrit per M.K. Asante i dirigit. per Owen Alik Shahadah. L'agost de 2023 va pronunciar la conferència anual en memòria de l'esclavitud Dorothy Kuya per al National Museums Liverpool, abordant el tema de la lluita contra el racisme mitjançant l'educació transformadora.

## Obra publicada
- African Migrations, Thomson Learning, 1994. ISBN 978-1568472386
- With Marika Sherwood, The 1945 Manchester Pan-African Congress Revisited, London: New Beacon Books, 1995. ISBN 978-1873201121
- West Africans in Britain 1900–1960: Nationalism, Pan-Africanism and Communism, London: Lawrence &amp; Wishart, 1998. ISBN 978-0853158486
- With Marika Sherwood, Pan-African History: Political Figures from Africa and the Diaspora since 1787, London/New York: Routledge: 2003. ISBN 978-0415173537I
- The History of the African and Caribbean Communities in Britain, Wayland, 2005. ISBN 978-0750247351 Paperback 2014, ISBN 978-0750290616
- Co-editor with Caroline Bressey, Belonging in Europe – The African Diaspora and Work, London: Routledge, 2010.
- Pan-Africanism and Communism: The Communist International, Africa and the Diaspora, 1919–1939, Trenton, New Jersey, USA: Africa World Press, 2013. ISBN 978-1592219162
- Pan-Africanism: A History, Bloomsbury Academic, 2018. ISBN 978-1474254274
- Black British History: New Perspectives, Zed Books, 2019, ISBN 9781786994264
- African and Caribbean People in Britain, Allen Lane, 2022. ISBN 978-0241583821
- Black Voices on Britain, Macmillan, 2022, ISBN 9781529072617
- Many Struggles: New Histories of African and Caribbean People in Britain, Pluto Press, 2023, ISBN 9780745347653.